# Henri Coroënne
Henri Coroënne, né le 11 février 1822 à Valenciennes (Nord), décédé le 31 juillet 1909 à Fontenay-sous-Bois (Val-de-Marne), est un peintre et dessinateur français.

## Biographie
Il entre à l'Académie de Valenciennes et est l’élève de Julien Potier.
Il est l'un des élèves d'Abel de Pujol et de François-Édouard Picot.
En 1860, Henri Coroënne reçoit la médaille d'or au concours de la Société Impériale de Valenciennes, dans la catégorie Peinture, Sculpture, Dessin et Photographie, pour son portrait de Henri Wallon, de Valenciennes, membre de l'Institut.
En 1880, Émile Lévy réalise son portrait à l'huile. Celui-ci est exposé au Musée des beaux-arts de Valenciennes.
Il arrête de peindre en 1887, en raison d'une maladie cruelle.

## Ses Œuvres

### Peintures
- Musée des beaux-arts de Valenciennes
  - L'atelier de l'artiste après l'incendie[6], Notice no 06380004028, sur la plateforme ouverte du patrimoine, base Joconde, ministère français de la Culture.
  - Nature morte, Notice no 06380004022, sur la plateforme ouverte du patrimoine, base Joconde, ministère français de la Culture.
  - Portrait de Mlle Jeanne Coroënne à l'âge de huit ans[6], Notice no 06380004032, sur la plateforme ouverte du patrimoine, base Joconde, ministère français de la Culture.
  - Portrait de femme[6], don de l’auteur en 1866[2], Notice no 06380004020, sur la plateforme ouverte du patrimoine, base Joconde, ministère français de la Culture.
  - Portrait de la mère de l'artiste[6], Notice no 06380004030, sur la plateforme ouverte du patrimoine, base Joconde, ministère français de la Culture.
  - Tête d'homme, Notice no 06380004024, sur la plateforme ouverte du patrimoine, base Joconde, ministère français de la Culture.
  - Portrait de Pierre Joseph Jean-Baptiste Onésyme Leroy[7].
  - Un page lisant une lettre[6].
  - Plat en cuivre devant lequel est la statuette en bronze de Pénélope endormie et derrière une draperie de soie bleue avec dessins chinois[6].
  - Copie du personnage principal du chef-d'œuvre de Rembrandt (les Drapiers)[6].
  - La réponse, Notice no AR321150, base Arcade, ministère français de la Culture
  - Le Christ au tombeau (Christ mort) d'après Rubens[8]. Don de l’État en 1865[9], Notice no AR321148, base Arcade, ministère français de la Culture,
  - Le Christ au tombeau (mise au tombeau), Notice no AR008304, base Arcade, ministère français de la Culture.
- Musée des beaux-arts de Rennes
  - Le Christ en croix (crucifixion), Notice no AR321147, base Arcade, ministère français de la Culture.
- Musée de la Chartreuse de Douai
  - Jean de Bologne montre au grand Duc de Toscane son Groupe l'enlèvement des Sabines[10].
- Hôtel de la préfecture de Vesoul
  - Portrait en pied de S. M. l'Impératrice (Eugénie de Montijo), copie d'un tableau de Franz Xaver Winterhalter, Notice no AR321146, base Arcade, ministère français de la Culture.
- Église de Famars
  - Résurrection[11].
- Église Saint-Nicolas de Valenciennes
  - Annonciation, copie d'un tableau de Rubens[12].
- Lieux inconnus
  - Portrait de Jean-Baptiste Joseph Delambre, astronome et mathématicien français, 1879.
  - Le cavalier, huile sur toile.
  - Portrait de Saint-Pierre[11].
  - Portrait de Monsieur V. Lefebvre[13].
  - Bernard Palissy enfermé à la Bastille est visité par Henri III[13].
  - Portrait de Henri Wallon, de Valenciennes, membre de l'Institut[3].
- Œuvres détruites
  - Pierre l'Ermite, Notice no 000PE020672, sur la plateforme ouverte du patrimoine, base Joconde, ministère français de la Culture, détruite en 1916.
  - Le Christ au tombeau d'après Rubens[8], don de l’État en 1865[9], Notice no AR321148, base Arcade, ministère français de la Culture

### Dessins
- Musée des beaux-arts de Valenciennes
  - Étude de mains[14]
  - Étude de draperies[15]
  - Étude d'un gentilhomme debout[16]
  - Étude d'un cardinal[17]
  - Étude d'homme assis de trois quarts gauche[18]
  - Étude d'un homme âgé assis[19]
  - Trois études de Pifferari[20]
  - Cardinal assis de trois quarts à droite[21]
  - Vieillard assis[22]
  - Homme nu allongé[23]
  - Galant tenant son chapeau de la main droite[24]
  - Galant saluant[25]
  - Jambes d'un personnage du XVIIe[26]
  - Ecclésiastique assis sur un siège[27]
  - Jeune italien assis[28]

## Galerie

Œuvres de Henri Coroenne
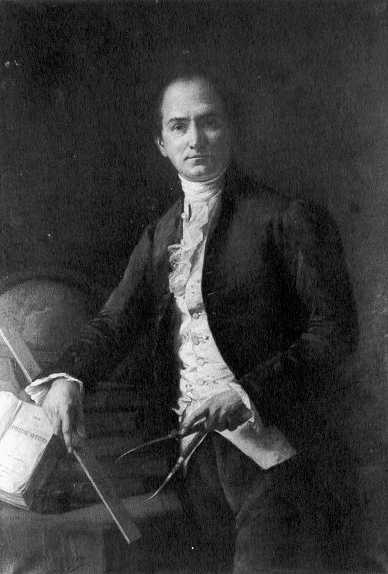
Jean-Baptiste Joseph Delambre (1879).

## Iconographie
Émile Lévy, Portrait de son ami Henri Coroënne, artiste peintre né à Valenciennes en 1822, Notice no 06380004498, sur la plateforme ouverte du patrimoine, base Joconde, ministère français de la Culture, Musée des Beaux-Arts de Valenciennes.